# Loma de Fátima
Loma de Fátima är en ort i Mexiko.   Den ligger i kommunen Colima och delstaten Colima, i den södra delen av landet, 500 km väster om huvudstaden Mexico City. Loma de Fátima ligger 407 meter över havet och antalet invånare är 120.
Terrängen runt Loma de Fátima är platt åt nordväst, men åt sydost är den kuperad. Runt Loma de Fátima är det ganska tätbefolkat, med 129 invånare per kvadratkilometer. Närmaste större samhälle är Colima, 7,4 km norr om Loma de Fátima. I omgivningarna runt Loma de Fátima växer huvudsakligen savannskog.